# Most Valy
Der Most Valy ist eine Autobahnbrücke der Diaľnica D3 in die Nordslowakei, bei Autobahnkilometer 49,7. Sie überquert mit einer Länge von 593 m das Tal des Baches Gorilov potok westlich des namensgebenden Bergs Valy in der Gemeinde Čierne, nahe dem Dreiländereck Polen-Slowakei-Tschechien. Das tschechische Unternehmen Strásky, Hustý a partneři s.r.o. war für das Brückenprojekt zuständig, das ausführende Bauunternehmen war Váhostav-SK. Mit 84 m Höhe (nach einigen Quellen 86 m) ist sie die höchste Brücke der Slowakei und trägt die slowakische Brückennummer M9731. Während der Bauzeit wurde sie SO 244 bezeichnet.

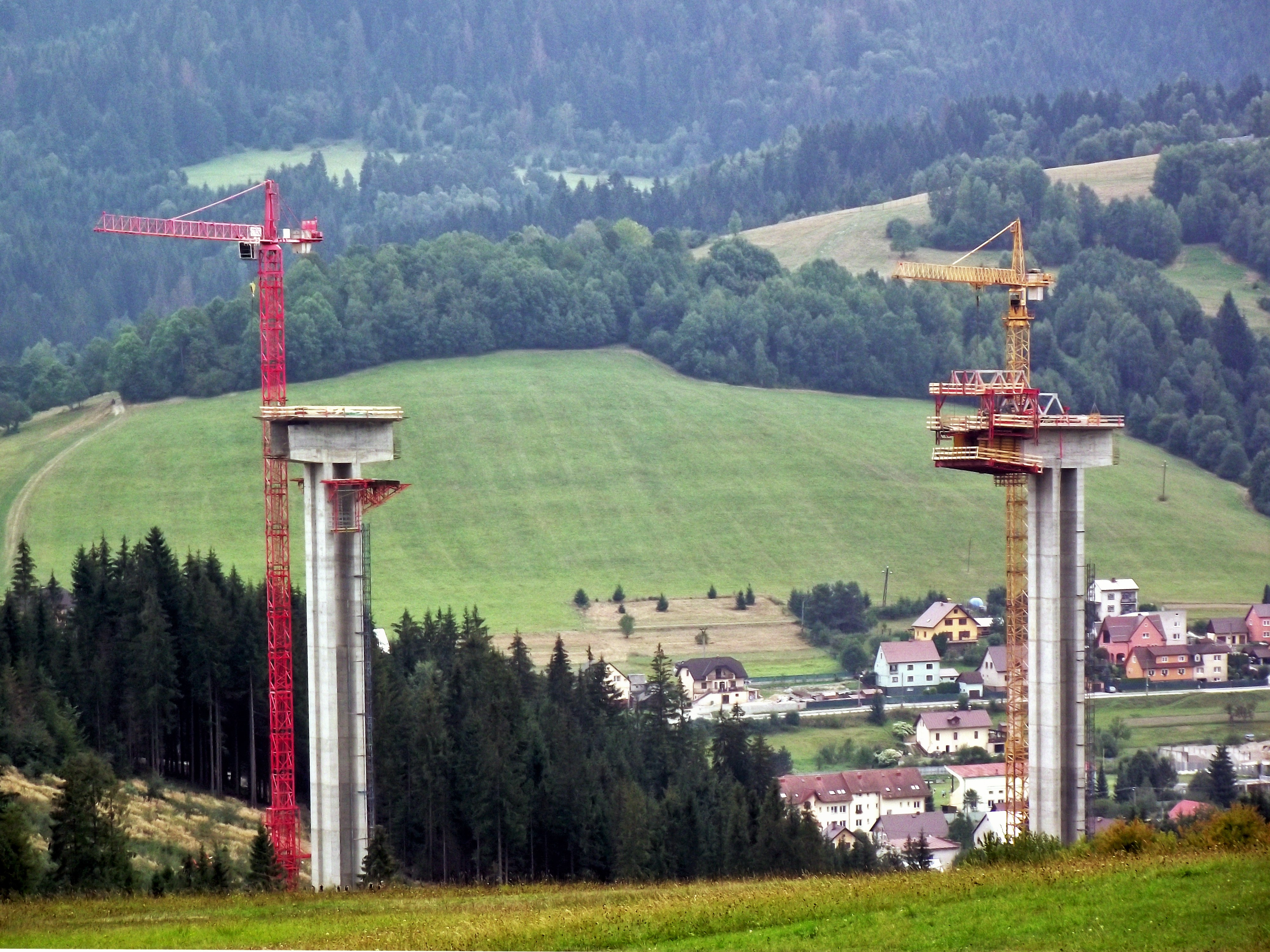
Bauarbeiten an der Brücke im September 2015, vom tschechischen Ort Hrčava aus gesehen

Die Brücke entstand ab 2013 als Teil des Bauabschnittes Svrčinovec–Skalité der D3. Die Trasse der Autobahn über enge und tiefe Täler bis zum Scheitelpunkt an der polnisch-slowakischen Grenze machte große Talbrücken, die zugleich das Bild der Gegend bilden, notwendig. Da nur die rechte Fahrbahn der Autobahn realisiert wurde, entstand ein Überbau für beide Richtungen mit neun Spannen und einem Hohlkasten mit variabler Höhe von 2,7 bis 5 m. Die erste sowie die letzten zwei Spannen wurden in einem Bogengerüst gebaut, die Brückenmitte wurde dann im Freivorbau errichtet. Der Pfeiler Nummer 5 erreicht maximale Höhe von 76 m und wurde somit zum höchsten Pfeiler der Slowakei. Für den Bau wurden 12.000 m³ Beton sowie 2030 Tonnen Stahl verwendet, am Brückenbau arbeiteten 60 Arbeiter.
Vor der Fertigstellung wurden hier, neben Windmesser, als Novum in der Slowakei Windschutzplättchen installiert, um Fahrzeuge besser gegen Seitenwind zu schützen. Die Brücke sollte ursprünglich im Jahr 2016 in Betrieb genommen werden, die feierliche Eröffnung fand aber erst am 10. Juni 2017 statt.
In den slowakischen Medien wurde die Brücke oft als die höchste Brücke Mitteleuropas bezeichnet, schon vor dem Bau gab es in umliegenden Ländern bereits höhere Autobahnbrücken, wie die Kochertalbrücke (185 m) in Deutschland, Europabrücke (190 m) in Österreich oder die Kőröshegyi-Talbrücke (88 m) in Ungarn.